# وحيدات الخلية التلية المرجية
وحيدات الخلية التلية المرجية (الاسم العلمي: Collimonas pratensis) هي نوع من البكتيريا، سلبية الغرام، تتبع جنس وحيدات الخلية التلية.